# Bélgica en la Copa Mundial de Fútbol de 1994
La selección de Bélgica fue uno de los 24 países participantes de la Copa Mundial de Fútbol de 1994, realizada en los Estados Unidos. Fue su cuarta participación consecutiva en la Copa Mundial de Fútbol y su novena en total.

## Clasificación

### Grupo 4
| Equipo         | Pts | PJ | PG | PE | PP | GF | GC | Dif |
| -------------- | --- | -- | -- | -- | -- | -- | -- | --- |
| Rumania        | 15  | 10 | 7  | 1  | 2  | 29 | 12 | 17  |
| Bélgica        | 15  | 10 | 7  | 1  | 2  | 16 | 5  | 11  |
| Checoslovaquia | 13  | 10 | 4  | 5  | 1  | 21 | 9  | 12  |
| Gales          | 12  | 10 | 5  | 2  | 3  | 19 | 12 | 7   |
| Chipre         | 5   | 10 | 2  | 1  | 7  | 8  | 18 | -10 |
| Islas Feroe    | 0   | 10 | 0  | 0  | 10 | 1  | 38 | -37 |

| Fecha                   | Lugar    |                |                           | Resultado |                           |                    |
| ----------------------- | -------- | -------------- | ------------------------- | --------- | ------------------------- | ------------------ |
| 22 de abril de 1992     | Bruselas | Bélgica        | Bandera de Bélgica        | 1:0 (1:0) | Bandera de Chipre         | Chipre             |
| 3 de junio de 1992      | Toftir   | Islas Feroe    | Bandera de Islas Feroe    | 0:3 (0:1) | Bandera de Bélgica        | Bélgica            |
| 2 de septiembre de 1992 | Praga    | Checoslovaquia | Bandera de Checoslovaquia | 1:2 (0:1) | Bandera de Bélgica        | Bélgica            |
| 14 de octubre de 1992   | Bruselas | Bélgica        | Bandera de Bélgica        | 1:0 (1:0) | Bandera de Rumania        | Rumania            |
| 18 de noviembre de 1992 | Bruselas | Bélgica        | Bandera de Bélgica        | 2:0 (0:0) | Bandera de Gales          | Gales              |
| 13 de febrero de 1993   | Nicosia  | Chipre         | Bandera de Chipre         | 0:3 (0:2) | Bandera de Bélgica        | Bélgica            |
| 31 de marzo de 1993     | Cardiff  | Gales          | Bandera de Gales          | 2:0 (2:0) | Bandera de Bélgica        | Bélgica            |
| 22 de mayo de 1993      | Bruselas | Bélgica        | Bandera de Bélgica        | 3:0 (1:0) | Bandera de Islas Feroe    | Islas Feroe        |
| 13 de octubre de 1993   | Bucarest | Rumania        | Bandera de Rumania        | 2:1 (0:0) | Bandera de Bélgica        | Bélgica            |
| 17 de noviembre de 1993 | Bruselas | Bélgica        | Bandera de Bélgica        | 0:0       | Bandera de Checoslovaquia | Checos y Eslovacos |

## Jugadores
Datos corresponden a situación previo al inicio del torneo
| #  | Nombre                  | Posición      | Edad | PJ Sel | Club              |
| -- | ----------------------- | ------------- | ---- | ------ | ----------------- |
| 1  | Michel Preud'homme      | Portero       | 35   | -      | Mechelen          |
| 2  | Dirk Medved             | Defensa       | 26   | -      | Club Brujas       |
| 3  | Vital Borkelmans        | Defensa       | 31   | -      | Club Brujas       |
| 4  | Philippe Albert         | Defensa       | 26   | -      | Anderlecht        |
| 5  | Rudi Smidts             | Defensa       | 30   | -      | Amberes           |
| 6  | Lorenzo Staelens        | Mediocampista | 30   | -      | Club Brujas       |
| 7  | Franky van der Elst     | Mediocampista | 33   | -      | Club Brujas       |
| 8  | Luc Nilis               | Delantero     | 27   | -      | Anderlecht        |
| 9  | Marc Degryse            | Delantero     | 28   | -      | Anderlecht        |
| 10 | Enzo Scifo              | Mediocampista | 28   | -      | AS Monaco         |
| 11 | Alexandre Czerniatynski | Delantero     | 33   | -      | Mechelen          |
| 12 | Filip De Wilde          | Portero       | 29   | -      | Anderlecht        |
| 13 | Georges Grün            | Defensa       | 32   | -      | Parma             |
| 14 | Michel De Wolf          | Defensa       | 36   | -      | Anderlecht        |
| 15 | Marc Emmers             | Mediocampista | 28   | -      | Anderlecht        |
| 16 | Danny Boffin            | Mediocampista | 28   | -      | Anderlecht        |
| 17 | Josip Weber             | Delantero     | 29   | -      | Círculo de Brujas |
| 18 | Marc Wilmots            | Mediocampista | 25   | -      | Standard Lieja    |
| 19 | Eric Van Meir           | Defensa       | 26   | -      | Charleroi         |
| 20 | Dany Verlinden          | Portero       | 30   | -      | Club Brujas       |
| 21 | Stéphane Van Der Heyden | Mediocampista | 24   | -      | Club Brujas       |
| 22 | Pascal Renier           | Defensa       | 22   | -      | Club Brujas       |
| DT | Paul Van Himst          |               |      |        |                   |

## Participación

### Primera fase

#### Grupo F
| Equipo         | Pts | PJ | PG | PE | PP | GF | GC | Dif |
| -------------- | --- | -- | -- | -- | -- | -- | -- | --- |
| Países Bajos   | 6   | 3  | 2  | 0  | 1  | 4  | 3  | 1   |
| Arabia Saudita | 6   | 3  | 2  | 0  | 1  | 4  | 3  | 1   |
| Bélgica        | 6   | 3  | 2  | 0  | 1  | 2  | 1  | 1   |
| Marruecos      | 0   | 3  | 0  | 0  | 3  | 2  | 5  | -3  |

| 19 de junio de 1994, 12:30 EDT | Bélgica     | 1:0 (1:0) | Marruecos | Citrus Bowl, Orlando                                                      |                                                                           |
|                                | Degryse 11' | Reporte   |           | Asistencia: 61.219 espectadores Árbitro(s): José Torres Cadena (Colombia) | Asistencia: 61.219 espectadores Árbitro(s): José Torres Cadena (Colombia) |

| 25 de junio de 1994, 12:30 EDT | Bélgica    | 1:0 (0:0) | Países Bajos | Citrus Bowl, Orlando                                                  |                                                                       |
|                                | Albert 65' | Reporte   |              | Asistencia: 62.387 espectadores Árbitro(s): Renato Marsiglia (Brasil) | Asistencia: 62.387 espectadores Árbitro(s): Renato Marsiglia (Brasil) |

| 29 de junio de 1994, 12:30 EDT | Bélgica | 0:1 (0:1) | Arabia Saudita | RFK Memorial Stadium, Washington                                    |                                                                     |
|                                |         | Reporte   | Al-Owairan 5'  | Asistencia: 52.959 espectadores Árbitro(s): Hellmut Krug (Alemania) | Asistencia: 52.959 espectadores Árbitro(s): Hellmut Krug (Alemania) |

#### Mejores terceros
Los cuatro mejores equipos de estos seis se determinó de la siguiente manera:
- Mayor número de puntos obtenidos en todos los partidos de grupo;
- Diferencia de goles en todos los partidos de grupo;
- Mayor número de goles marcados en todos los partidos de grupo;
- Sorteo por parte de la comisión organizadora de la FIFA.

| Equipo         | Gr | Pts | PJ | PG | PE | PP | GF | GC | Dif |
| -------------- | -- | --- | -- | -- | -- | -- | -- | -- | --- |
| Argentina      | D  | 6   | 3  | 2  | 0  | 1  | 6  | 3  | 3   |
| Bélgica        | F  | 6   | 3  | 2  | 0  | 1  | 2  | 1  | 1   |
| Estados Unidos | A  | 4   | 3  | 1  | 1  | 1  | 3  | 3  | 0   |
| Italia         | E  | 4   | 3  | 1  | 1  | 1  | 2  | 2  | 0   |
| Rusia          | B  | 3   | 3  | 1  | 0  | 2  | 7  | 6  | 1   |
| Corea del Sur  | C  | 2   | 3  | 0  | 2  | 1  | 4  | 5  | -1  |

### Segunda fase

#### Octavos de final
| 2 de julio de 1994, 12:00 CDT | Alemania                      | 3:2 (2:1) | Bélgica              | Soldier Field, Chicago                                                 |                                                                        |
|                               | Völler 6' 40' · Klinsmann 11' | Reporte   | Grün 8' · Albert 90' | Asistencia: 60.246 espectadores Árbitro(s): Kurt Röthlisberger (Suiza) | Asistencia: 60.246 espectadores Árbitro(s): Kurt Röthlisberger (Suiza) |